# Гарин, Александр (кинорежиссёр)
Александр Гарин (? — 1919) — российский актёр, кинорежиссёр и сценарист.

## Биография
В 1911—1914 годах работал в театре. В кино с осени 1914 года на студии Дранкова, за год поставил 3 фарса. В 1915 году был постановщиком четырёх бульварно-приключенческих фильмов из серии «Тёмная Москва»: «Дочь вора», «Жертва Тверского бульвара» (цензурой из фильма было вырезано несколько сцен), «Московский хитровский притон» и «Чёрная жемчужина». Б. Лихачёв отмечает, что в этих фильмах Дранков «достиг предела дешёвой сенсационности». Там же поставил «политшарж на современную тему» «Интернациональный маскарад», «заканчивающийся раздачей призов участникам войны каждому по заслугам». На предприятии Р. Перского поставил драму о вреде алкоголизма «Бич человека». Помимо этого, снял три фарса.
В 1916 году Гарин поставил 16 фильмов, половина из них драмы: «Жертва предрассудков, или Ужасы тайного аборта» и «Власть нерождённого» на тему абортов; драму из русской старинной провинциальной жизни «На зов совести»; «О, судьи, я его любила…»; «На последнюю пятёрку» (критиками отмечены «изумительная фотография», «интересный сюжет»); порнографическую драму из интимной жизни одной из московских миллионерш «Распутная женщина»; инсценировку по материалам судебного процесса «Чаша жизни»; драму «Женщина с душою куртизанки» (два брата страстно влюблялись в одну женщину, она выходила замуж за одного из них, а второго делает своим любовником; в рецензии на фильм сказано: «Исполнение картины посредственно; постановка хороша в деталях, но несколько однообразна в общем»). Фарсы «Жена из деревни», «Кабачок весёлых гризеток», «Наша содержанка» и «Наши жёны» удостоились положительных отзывов критиков, причём наибольшие похвалы вызвали актёрские работы. Фарс «Жена под подозрением» назван неудачным «как по сюжету, так и по постановке», также по актёрским работам.
Последними постановками Гарина стали: уголовная драма «Ганька-босяк» и экранизация одноимённого романса «Вы просите песен — их нет у меня». В 1919 году «при занятии г. Славянска деникинцы повесили режиссёра театра Гарина за постановку агитационной пьесы».
До наших дней сохранились 2 фильма Гарина: «Жертва Тверского бульвара» (1915) и «На последнюю пятёрку» (1916).

## Фильмография
1. 1914 — Двойник Макса Линдера (не сохранился)
2. 1914 — На австрийском курорте во время войны (не сохранился)
3. 1914 — Незабвенная ночь (не сохранился)
4. 1914 — Человек — не дерево (не сохранился)
5. 1915 — Бич человека (не сохранился)
6. 1915 — Весёлый ужин с печальными последствиями (не сохранился)
7. 1915 — Дочь вора (не сохранился)
8. 1915 — Жертва Тверского бульвара
9. 1915 — Интернациональный маскарад (не сохранился)
10. 1915 — Московский хитровский притон (не сохранился)
11. 1915 — Три алкоголика (не сохранился)
12. 1915 — Хаймович и Цыперович (не сохранился)
13. 1915 — Чёрная жемчужина (не сохранился)
14. 1916 — Беспардонный племянник (не сохранился)
15. 1916 — Власть нерождённого (не сохранился)
16. 1916 — Долой немецкую кинематографию! (не сохранился)
17. 1916 — Дядя Пуд — фотограф (не сохранился)
18. 1916 — Жена из деревни (не сохранился)
19. 1916 — Жена под подозрением (не сохранился)
20. 1916 — Женщина с душою куртизанки (не сохранился)
21. 1916 — Жертва предрассудков, или Ужасы тайного аборта (не сохранился)
22. 1916 — Кабачок весёлых гризеток (не сохранился)
23. 1916 — На зов совести (не сохранился)
24. 1916 — На последнюю пятёрку (сохранился не полностью: 1,2 части частично; 3,4 полностью из 4)
25. 1916 — Наша содержанка (не сохранился)
26. 1916 — Наши жёны (не сохранился)
27. 1916 — О, судьи, я его любила… (не сохранился)
28. 1916 — Распутная женщина (не сохранился)
29. 1916 — Чаша жизни (не сохранился)
30. 1917 — Вы просите песен, их нет у меня (не сохранился)
31. 1917 — Ганька-босяк (не сохранился)